# Biélorussie aux Jeux paralympiques d'été de 2020
 (août 2024).
Si vous disposez d'ouvrages ou d'articles de référence ou si vous connaissez des sites web de qualité traitant du thème abordé ici, merci de compléter l'article en donnant les références utiles à sa vérifiabilité et en les liant à la section « Notes et références ».
La Biélorussie participe aux Jeux paralympiques d'été de 2020 à Tokyo. Il s'agit de la septième participation de ce pays aux Jeux paralympiques d'été.
La délégation comporte 19 athlète dans 6 sports. Le nageur Ihar Boki remporte 5 titres paralympiques dans la catégorie S13 établissant deux nouveaux records du monde.

## Médailles

### Or
| Sport              | Discipline           | Sportifs  | Performance |
| Médailles d'or : 5 |                      |           |             |
| Natation           | 50 m nage libre S13  | Ihar Boki | 23.21       |
| Natation           | 400 m nage libre S13 | Ihar Boki | 3:58.18     |
| Natation           | 100m dos S13         | Ihar Boki | 56.36       |
| Natation           | 100m papillon S13    | Ihar Boki | 53.80       |
| Natation           | 200m 4x4 nages SM13  | Ihar Boki | 2:02.70     |

### Argent
| Sport                  | Discipline   | Sportifs          | Performance |
| Médailles d'argent : 1 |              |                   |             |
| Natation               | 100 m dos S9 | Yahor Shchalkanau | 1:01.96     |

### Bronze
| Sport                   | Discipline                    | Sportifs           | Performance |
| Médailles de bronze : 1 |                               |                    |             |
| Athlétisme              | Lancer de javelot féminin F13 | Lizaveta Piatrenka | 42,59 m     |